# Ramdala
Ramdala är en tätort i Karlskrona kommun, kyrkby i Ramdala socken i Blekinge län.
Ramdala ligger vid E22:an några kilometer öster om Karlskrona. 

## Befolkningsutveckling
| Befolkningsutvecklingen i Ramdala 1960–2020                   | Befolkningsutvecklingen i Ramdala 1960–2020 | Befolkningsutvecklingen i Ramdala 1960–2020 | Befolkningsutvecklingen i Ramdala 1960–2020 | Befolkningsutvecklingen i Ramdala 1960–2020 |
| ------------------------------------------------------------- | ------------------------------------------- | ------------------------------------------- | ------------------------------------------- | ------------------------------------------- |
|                                                               |                                             |                                             |                                             |                                             |
| År                                                            |                                             |                                             | Folkmängd                                   | Areal (ha)                                  |
| 1960                                                          | 1960                                        |                                             | 236                                         |                                             |
| 1965                                                          | 1965                                        |                                             | 216                                         |                                             |
| 1970                                                          | 1970                                        |                                             | 290                                         |                                             |
| 1975                                                          | 1975                                        |                                             | 271                                         |                                             |
| 1980                                                          | 1980                                        |                                             | 243                                         | 42                                          |
| 1990                                                          | 1990                                        |                                             | 210                                         | 42                                          |
| 1995                                                          | 1995                                        |                                             | 187                                         | 42#                                         |
| 2000                                                          | 2000                                        |                                             | 197                                         | 42#                                         |
| 2005                                                          | 2005                                        |                                             | 187                                         | 42#                                         |
| 2010                                                          | 2010                                        |                                             | 217                                         | 42                                          |
| 2015                                                          | 2015                                        |                                             | 277                                         | 76                                          |
| 2020                                                          | 2020                                        |                                             | 274                                         | 77                                          |
| Anm.: Upphörde som tätort 1995. Ny tätort 2010. # Som småort. |                                             |                                             |                                             |                                             |

## Samhället
Ramdala kyrka ligger här. Här finns även en skola med cirka 140 elever. Ramdala har även en idrottsförening som heter Ramdala IF,  ofta benämnd RIF. I verksamheten finns både fotboll och tyngdlyftning.

## Kända personer från Ramdala
- Andreas Randel, violinvirtuos, musikprofessor och kompositör.
- Magnus Arvidsson, spjutkastare.
- Mi Ridell, skådespelare, sångerska.